# Dankowice (Strzelin)
Pour les articles homonymes, voir Dankowice.
Dankowice est une localité polonaise de la gmina et du powiat de Strzelin en voïvodie de Basse-Silésie.